# 빙점 81
빙점 81은 1981년 공개된 대한민국의 영화이다.

## 배역
- 남궁원
- 김영애
- 원미경
- 이영하
- 정한용
- 한진희
- 박원숙
- 선우용여
- 진유영
- 오미연
- 이혜숙
- 윤유선
- 이영수
- 신종섭